# Il mistero della grande piramide
Il mistero della grande piramide (in francese Le Mystère de la grande pyramide) è il secondo racconto della serie a fumetti dedicata a Blake e Mortimer, scritto e disegnato da Edgar P. Jacobs. Il racconto è diviso in due parti, che corrispondono rispettivamente al quarto e quinto tomo della serie. 
È stato pubblicato su tavole settimanali sul Le Journal de Tintin dal 23 marzo 1950 al 28 maggio 1952. È stato tradotto in più di una mezza dozzina di lingue.
Edgar P. Jacobs creò una storia che mescolasse avventura e indagini poliziesche, aggiungendo alcuni elementi di fantasia. Egli usa come sfondo la storia dell'antico Egitto, e più precisamente il tempo del regno del faraone Akhenaton che aveva stabilito il culto monoteistico di Aton.
Il fumetto racconta le avventure di Philip Mortimer, invitato da un amico egittologo al Cairo, che partirà alla ricerca della Camera Segreta di Horus e del suo tesoro nella Grande Piramide di Cheope. Si ritroverà alle prese con un gruppo di rivenditori di oggetti dell'antichità guidati dal colonnello Olrik che lo costringerà a chiamare il capitano Francis Blake dei servizi di intelligence ad aiutarlo.

## Trama

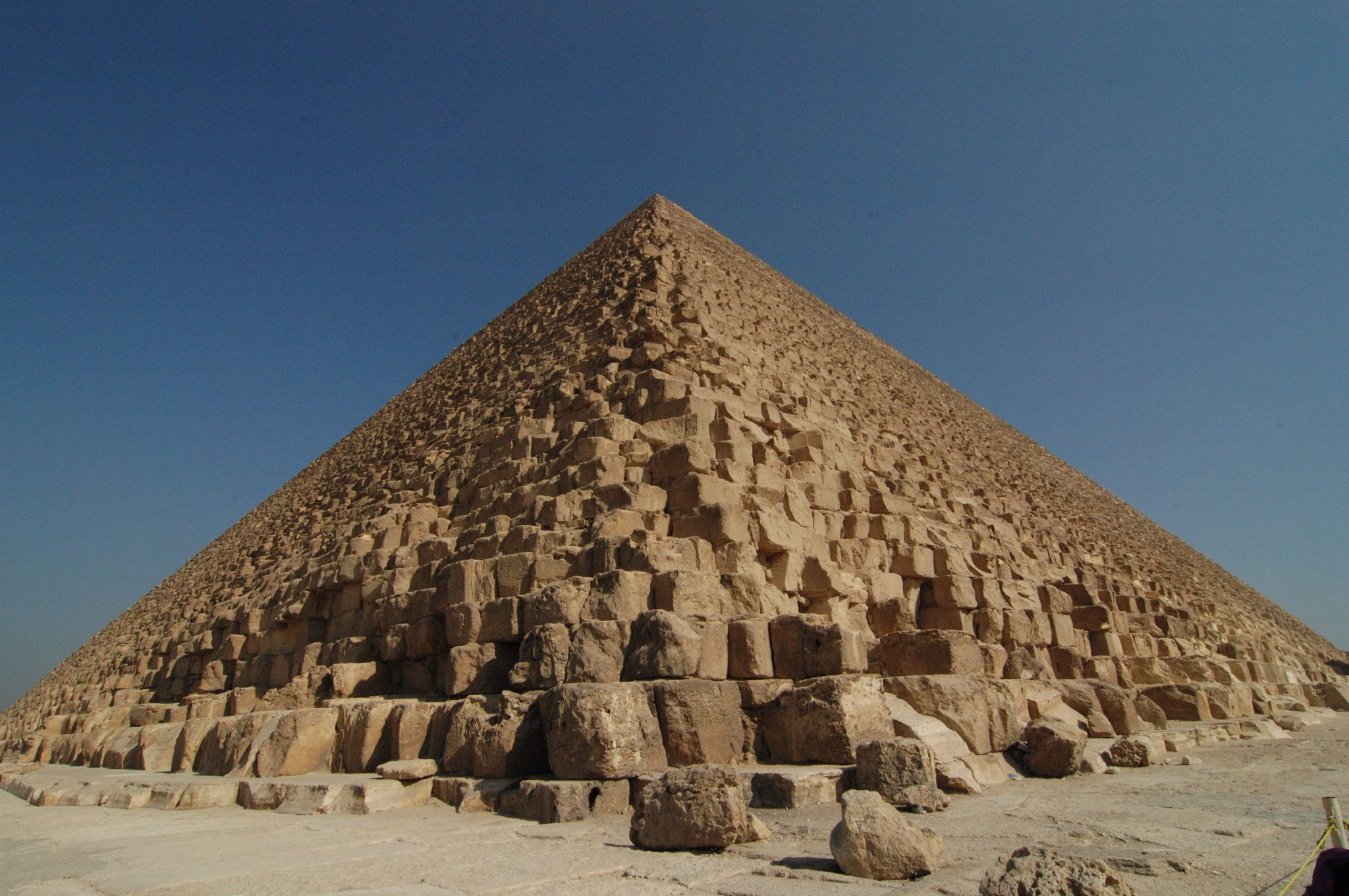
La piramide di Cheope è al centro della storia

Invitato dal suo amico egittologo Ahmed Rasim Bey, Philip Mortimer, accompagnato da Nasir, suo servo, arriva al Cairo. Rasim Bey e il suo assistente Ben 'aim Abdul gli mostrano un papiro di Manetone, parlando della Camera di Horus e del tesoro di Aton. Mortimer non ha dubbi: nella Grande Piramide di Cheope si trova una stanza segreta sconosciuta dove la tomba di Akhenaton e il suo tesoro giacciono nascosti. Poco dopo, Mortimer scopre che Ben 'aim aveva nascosto parte del papiro e lo recupera. Una sera, Mortimer si reca al museo, per intrappolare Ben e recuperare da lui la parte del papiro, quando viene colpito da Olrik, che si riteneva fosse morto durante la distruzione di Lhasa (ne Il segreto dell'Espadon, Volume 3). Mortimer è quindi determinato a collaborare con il commissario Kamal, capo della polizia del Cairo, per catturare il gruppo di trafficanti, formato dal ladro d'antiquariato Olrik e Ben; ma Olrik ha molto vantaggio sul professore (avendo rubato il papiro dopo averlo colpito). Ma Mortimer scopre una traccia in un negozio di antiquariato. Ma qui il nostro eroe viene accolto brutalmente da Youssef, il venditore, e Razul, anche lui creduto morto nella battaglia dello stretto di Hormuz; entrambi sono coinvolti nella rete di trafficanti guidata da Olrik. Mortimer riesce tuttavia a fuggire da Olrik. 
A questo punto Mortimer è costretto a chiamare il suo amico Francis Blake in soccorso per assisterlo nell'indagine. Nel frattempo, Mortimer visita l'altopiano di Giza dove incontra l'eccentrico egittologo tedesco, il dottor Groagrabenstein e l'americano Sharkey, che non è altro che lo scagnozzo di Olrik. Il primo incontro tra l'uomo e Mortimer è piuttosto brutale, in quanto il professore salva un misterioso vecchio di nome Sheik Abdel Razek, minacciato infatti da Sharkey. Alla fine del Volume 1, Mortimer e Nasir apprendono che Blake è stato assassinato durante la sosta all'aeroporto di Atene, e per questo giurano vendetta.
All'inizio del Volume 2, Mortimer capisce che Grograbenstein è in pericolo, per questo decide di andare alla sua villa. Qui scopre l'incredibile: Olrik e Groagrabenstein sono la stessa persona. Successivamente viene catturato e portato nel seminterrato della villa raggiungendo Nasir, che era stato rapito. A questo punto Kamal e i suoi uomini lanciano un assalto alla villa. Olrik, sotto le spoglie di Groagrabenstein, abbandona i suoi uomini, mentre Mortimer e Nasir vengono salvati da Blake, vestito da operaio egiziano. Infatti, egli, sentendosi seguito, aveva indossato un giubbotto antiproiettile e aveva finto di essere morto per continuare la sua indagine in incognito al Cairo. Dopo queste spiegazioni, la villa viene presa dalla polizia: Mustapha, uno degli uomini di Olrik, viene ucciso e Jack viene ferito e catturato da Razul e Sharkey. Qui viene trovato il vero Groagrabenstein, intrappolato da diversi giorni in un sarcofago. Blake e Mortimer decidono di andare al sito dove l'egittologo tedesco stava eseguendo gli scavi. Seguendo Olrik, trovano la strada che era stata costruita dai suoi uomini che si erano infiltrati nel sito, e alla fine riescono, dopo molte peripezie, a trovare la Camera di Horus.
Nel frattempo, Nasir, preoccupato per i suoi padroni, va dal vecchio Abdel Razek, che tramite un passaggio segreto nella propria abitazione riesce a raggiungere la camera di Horus. Dopo aver fatto perdere il senno ad Olrik con i suoi poteri magici, spiega tutto ai nostri eroi: il ritorno del culto di Amon venne dopo la morte di Akhenaton (che aveva stabilito il culto monoteistico di Aton). Due fedeli al culto di Aton, Mérira e Paatenemheb, decisero di salvare la mummia di Akhenaton, il suo tesoro e quello di Aton, che erano in pericolo. Una notte, in segreto, portarono tutto nella camera e Paatenemheb fu nominato iniziato e responsabile del mantenimento della segretezza della camera fino al ritorno di questo culto. Degno discendente di quel Paatenemheb, Razek salva il tesoro da Olrik e cancella alcuni dei ricordi di Blake e Mortimer. I due amici, usciti dalla Grande Piramide, celebrano la loro vittoria contro il gruppo di trafficanti. Essi credono inizialmente di non aver trovato la camera di Horus, ma di aver semplicemente fatto un sogno straordinario, fino a quando Mortimer nota di portare al dito un anello che gli era stato donato da Abdel Razek prima di perdere parzialmente la memoria. Dopo un ultimo sguardo alla Grande Piramide di Cheope, su cui in cima sorge Abdel Razek, i due eroi lasciano l'altopiano di Giza sotto lo sguardo del vecchio. In lontananza, Olrik, completamente pazzo, si allontana nel deserto.

## Analisi

### Ispirazioni

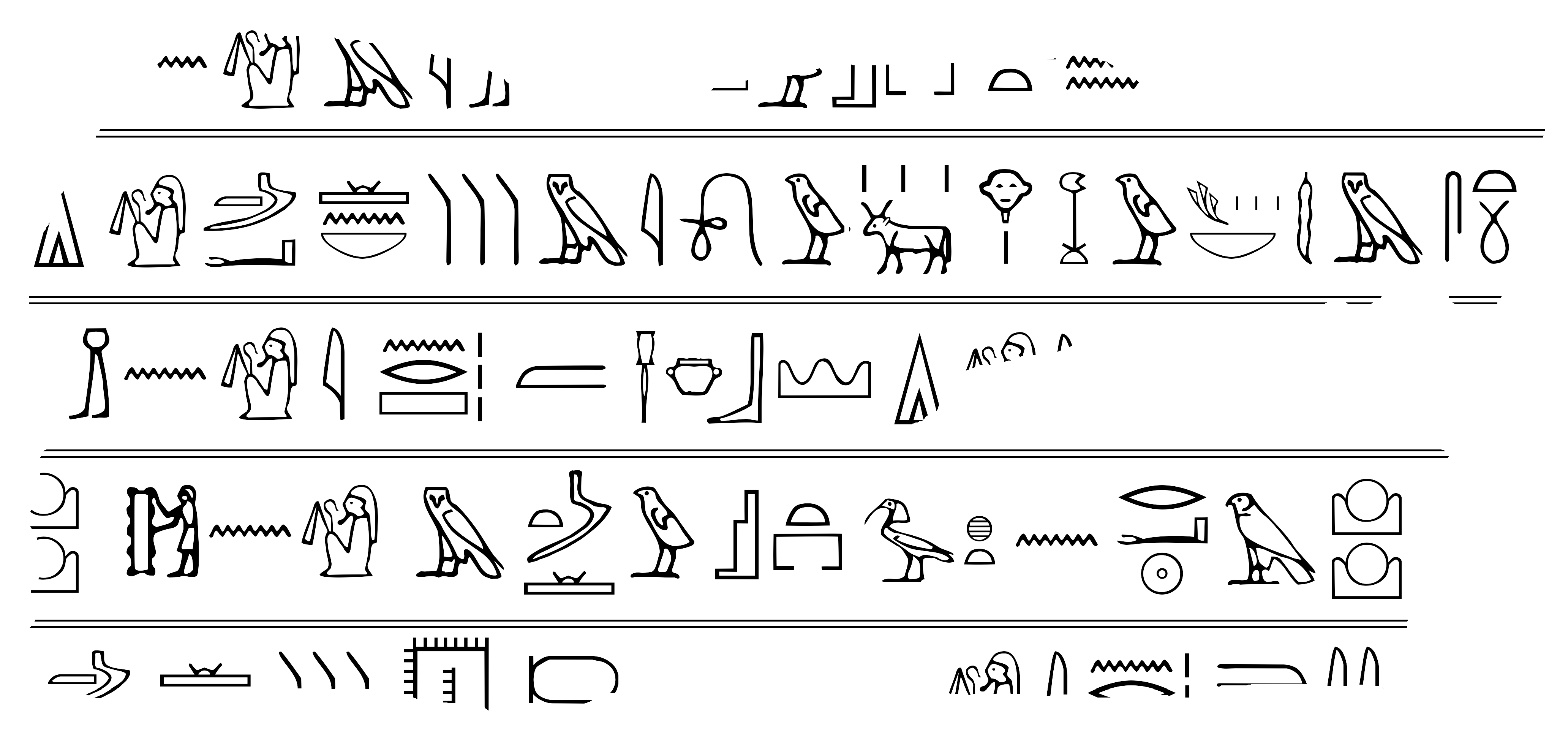
La "pietra di Maspéro"

Per preparare la sceneggiatura della sua nuova storia, Jacobs studiò per tre anni le opere di Erodoto (V secolo a.C.), Strabone (X secolo a.C.), Abd al-Atif (XII-XIII secolo), Francois Auguste Ferdinand Mariette (XIX secolo), Gaston Maspero (XIX secolo) e Jean-Philippe Lauer (XX secolo). La camera di Horus non è del tutto immaginaria, l'autore si basa in particolare sulle Storie di Erodoto (in particolare Libro II-Euterpe, 124), descrivendolo come segue: "è allestita in un'isola circondata da un fossato in muratura, alimentato da un canale che porta l'acqua del Nilo nella stagione delle inondazioni... ». Proprio come l'Osireion (monumento sotterraneo del tempio funebre di Seti I, ad Abido) è costruito sotto un tumulo roccioso naturale, costituito da un fossato alimentato dalle acque del Nilo che circonda un altro tumulo, dimostrando la plausibilità di questo tipo di camera. Infine, Christiane Desroches Noblecourt, intervistata su questo argomento da Claude Le Gallo (per la rivista Phoenix), considerò questa ipotesi degna di interesse. 
L'artista chiamò lo storico Pierre Gilbert, direttore della Queen Elizabeth Egyptian Foundation, per sapere molte informazioni, spiegandogli le sue idee. Gilbert riconobbe l'accuratezza storica delle sue ipotesi. L'egittologo gli ha anche fornito un sacco di documentazioni della Fondazione e ha risposto alle sue domande. Tuttavia cercò di dissuaderlo dal scegliere come cornice l'altopiano di Giza, scavato dall'alto verso il basso e che non era più un segreto. Ma l'autore era testardo. Nel 1954, l'archeologo egiziano Kamal el-Mallakh scoprì una delle barche solari di Cheope ai piedi della Grande Piramide.
Lo storico gli fu particolarmente utile per realizzare i veri geroglifici di una falsa antichità: la Pietra di Maspero. È così ben rappresentato che molti lettori hanno creduto della sua esistenza. Successe addirittura che i lettori che visitavano il Museo del Cairo chiedessero di vederla e, non trovandola, chiedevano informazioni al custode. Quest'ultimo, probabilmente non volendo far perdere fama al museo, rispose che la pietra non era momentaneamente disponibile nel museo.
Jacobs ha preso ispirazione dall'egittologo belga Jean Capart per creare il personaggio del Dr. Grossgrabenstein. Due anni prima, Hergé si era ispirato allo stesso uomo per il personaggio del professor Bergamotte in Le sette sfere di cristallo.
| Controllo di autorità | BNF (FR) cb178756940 (data) |